# Rivière Villebon
Pour les articles homonymes, voir Villebon.
La rivière Villebon est un affluent de la rive sud-est du lac Endormi, coulant dans le canton Vauquelin de la ville de Val d’Or, dans la municipalité régionale de comté (MRC) de La Vallée-de-l'Or, dans la région administrative de l’Abitibi-Témiscamingue, au Québec, au Canada.
La rivière Villebon coule généralement en territoire forestier sauf la rive ouest du lac Simon où est situé le village de Lac-Simon (réserve indienne). La foresterie constitue la principale activité économique de ce bassin versant ; les activités récréotouristiques, en second. La surface de la rivière est habituellement gelée de la mi-décembre à la mi-avril.

## Géographie
La rivière Villebon prend sa source à l’embouchure du lac Villebon (longueur : 11,8 km ; largeur maximale : 5,0 km ; altitude : 327 m). Le lac Villebon est situé entièrement en zone forestière, chevauchant les cantons Villebon et Vauquelin (partie nord du lac).
Le lac Villebon est entouré de zones de marais, particulièrement au sud-est et à l’Est. Le lac Villebon est situé :
- au nord-ouest de la ligne de partage des eaux avec le sous-bassin versant de la rivière Shamus(coulant vers le nord), un affluent du lac Matchi-Manitou ;
- à l'est de la ligne de partage des eaux avec le sous-bassin versant du lac Louvicourt lequel constitue la tête de la rivière Louvicourt.

L’embouchure du lac Villebon est située à 7,7 km au sud de la confluence de la rivière Villebon avec le lac Endormi, à 40,4 km à l'est du centre-ville de Senneterre (ville), à 36,1 km et à l'est du centre-ville de Val d’Or.
Les principaux bassins versants voisins de la rivière Villebon sont :
- côté nord : rivière Louvicourt, lac Tiblemont ;
- côté est : rivière Marquis, rivière Shamus ;
- côté sud : lac Villebon, Grand lac Victoria ;
- côté ouest : rivière Louvicourt, rivière Marrias, lac Sabourin.

À partir de l’embouchure du lac Villebon, la rivière Villebon coule sur 9,3 km, selon les segments suivants :
- 2,0 km vers le nord en formant un S, jusqu’à la rive sud du Lac Simon ;
- 3,8 km vers le nord, en traversant le lac Simon (longueur : 3,8 km ; altitude : 313 m) sur sa pleine longueur et en passant devant le village de Lac-Simon (réserve indienne). Note : La confluence de la rivière Marquis est située sur la rive est du lac Simon ;
- 3,5 km vers le nord en passant à l'est d’une zone de marais, jusqu'à la confluence de la rivière[2].

La rivière Villebon se déverse sur la rive sud-est du lac Endormi lequel est formé par un élargissement de la rivière Louvicourt qui le traverse en coulant vers le nord-est, puis vers le nord ; cette dernière rivière se déverse sur la rive sud du lac Tiblemont.
Cette confluence de la rivière Villebon avec le lac Endormi est située, à km à l'est de la route 117, à km au sud du lac Tiblemont, à km à l'est du centre-ville de Val d’Or et à km au sud du centre-ville de Senneterre (ville).

## Toponymie
Le terme Villebon constitue une commune du département de Eure-et-Loir, dans le nord de la France.
Le toponyme rivière Villebon a été officialisé le 5 décembre 1968 à la Commission de toponymie du Québec.